# 430. strelska divizija (ZSSR)
430. strelska divizija (izvirno rusko 430. стрелковая дивизия; kratica 430. SD) je bila strelska divizija Rdeče armade v času druge svetovne vojne.

## Zgodovina
Divizija je bila ustanovljena 16. decembra 1941 v Uralskem vojaškem okrožju; 22. januarja 1942 so jo preimenovali v 152. strelsko divizijo.